# Apatelodes ardeola
Apatelodes ardeola is een vlinder uit de familie van de Apatelodidae. De wetenschappelijke naam van de soort is voor het eerst geldig gepubliceerd in 1887 door Herbert Druce.

## Synoniemen
- Olceclostera mediana Schaus, 1910[3]
- Apatelodes vitrea Schaus, 1910[4]